# Melodifestivalen 2016
Le Melodifestivalen 2016 est le concours de chansons permettant de sélectionner le représentant de la Suède au Concours Eurovision de la chanson 2016, qui se déroulera à Stockholm. Il consistera en quatre demi-finales, rassemblant sept artistes chacune ; une deuxième chance (Andra Chansen) et d'une finale.
Il est remporté le 12 mars 2016 par Frans avec sa chanson If I Were Sorry.

## Format
Comme tous les ans, c'est par le biais du Melodifestivalen que seront choisis l'interprète et la chanson qui représenteront la Suède au Concours Eurovision de la chanson.
L'édition 2016 du Melodifestivalen est présentée par Gina Dirawi, en compagnie de plusieurs personnalités suédoises comme Ola Salo, vainqueur du Melodifestivalen 2007, Petra Mede, présentatrice de l'Eurovision 2016, Charlotte Perrelli, gagnante du Concours Eurovision de la chanson 1999 ou encore Sarah Dawn Finer. Les 28 chansons et leurs artistes ont été répartis dans quatre demi-finales (contrairement aux années précédentes où il y en avait 32) qui se dérouleront les 6, 13, 20 et 27 février. L'épreuve de rattrapage aura lieu le 5 mars et enfin la finale le 12 mars.
Sept chansons concourront dans chaque demi-finale, seuls deux d'entre elles se qualifieront directement pour la finale tandis que les troisièmes et quatrièmes de chaque demi-finale devront participer à l'épreuve de l'Andra Chansen, qui est une épreuve de rattrapage qui permet à quatre autres chansons de se qualifier pour la finale du Melodifestivalen.

## Demi-finales
- Candidat qualifié en finale
- Candidat qualifié en Seconde Chance
- Candidat disqualifié

### Première demi-finale
La première demi-finale a eu lieu le 6 février au Scandinavium à Göteborg. La chanson d'Anna Book a été disqualifiée le 4 février 2016 à cause de similitudes trop importantes avec une chanson présentée lors de la sélection moldave du Concours Eurovision de la chanson 2014.
| # | Artiste                            | Chanson                                             | Votes    | Votes    | Votes   | Place | Résultats       |
| # | Artiste                            | Chanson                                             | Manche 1 | Manche 2 | Total   | Place | Résultats       |
| - | ---------------------------------- | --------------------------------------------------- | -------- | -------- | ------- | ----- | --------------- |
| 1 | Samir & Viktor                     | "Bada Nakna" (Nager nu)                             | 752 944  | 77 908   | 830 852 | 3e    | Deuxième Chance |
| 2 | Pernilla Andersson                 | "Mitt guld" (Mon or)                                | 258 740  | —        | 258 740 | 6e    | Éliminée        |
| 3 | Mimi Werner                        | "Ain't No Good" (N'est pas bon)                     | 617 265  | 67 180   | 684 445 | 5e    | Éliminée        |
| 4 | Albin Johnsén & Mattias Andréasson | "Rik" (Riche)                                       | 725 693  | 61 166   | 786 859 | 4e    | Deuxième Chance |
| 5 | Anna Book                          | "Himmel för två" (Paradis pour deux)                | —        | —        | —       | —     | Disqualifiée    |
| 6 | Robin Bengtsson                    | "Constellation Prize" (Le prix de la constellation) | 836 672  | 112 863  | 949 535 | 1er   | Finaliste       |
| 7 | Ace Wilder                         | "Don't Worry" (Ne t'inquiète pas)                   | 772 879  | 99 797   | 872 676 | 2e    | Finaliste       |

### Deuxième demi-finale
La deuxième demi-finale s'est déroulée le 13 février à la Malmö Arena à Malmö :
| # | Artiste                                           | Chanson                                            | Votes    | Votes    | Votes   | Place | Résultats       |
| # | Artiste                                           | Chanson                                            | Manche 1 | Manche 2 | Total   | Place | Résultats       |
| - | ------------------------------------------------- | -------------------------------------------------- | -------- | -------- | ------- | ----- | --------------- |
| 1 | David Lindgren                                    | "We Are Your Tomorrow" (Nous sommes ton lendemain) | 807 520  | 64 752   | 872 272 | 2e    | Finaliste       |
| 2 | Victor och natten                                 | "100%"                                             | 427 891  | —        | 427 891 | 6e    | Éliminé         |
| 3 | Molly Pettersson Hammar                           | "Hunger" (Faim)                                    | 657 452  | 46 011   | 703 463 | 4e    | Deuxième Chance |
| 4 | Isa                                               | "I Will Wait" (J'attendrai)                        | 786 203  | 63 939   | 849 596 | 3e    | Deuxième Chance |
| 5 | Krista Siegfrids                                  | "Faller" (Tombant)                                 | 452 301  | 36 341   | 486 642 | 5e    | Éliminée        |
| 6 | Patrik Isaksson, Tommy Nilsson & Uno Svenningsson | "Håll mitt hjärta hårt" (Retiens fort mon cœur)    | 371 290  | —        | 371 290 | 7e    | Éliminés        |
| 7 | Wiktoria                                          | "Save Me" (Sauve-moi)                              | 832 355  | 91 648   | 924 003 | 1re   | Finaliste       |

### Troisième demi-finale
La troisième demi-finale s'est tenue le 20 février au Himmelstalundshallen à Norrköping :
| # | Artiste                       | Chanson                                               | Votes    | Votes    | Votes   | Place | Résultats       |
| # | Artiste                       | Chanson                                               | Manche 1 | Manche 2 | Total   | Place | Résultats       |
| - | ----------------------------- | ----------------------------------------------------- | -------- | -------- | ------- | ----- | --------------- |
| 1 | SaRaha                        | "Kizunguzungu" (Vertige)                              | 506 273  | 66 361   | 572 634 | 4e    | Deuxième Chance |
| 2 | Swingfly feat. Helena Gutarra | "You Carved Your Name" (Tu as gravé ton nom)          | 411,040  | —        | 411 040 | 6e    | Éliminés        |
| 3 | SMILO                         | "Weight of the World" (Poids du monde)                | 524 216  | 37 007   | 561 223 | 5e    | Éliminé         |
| 4 | After Dark                    | "Kom ut som en stjärna" (Se révéler comme une étoile) | 355 959  | —        | 355 959 | 7e    | Éliminé         |
| 5 | Lisa Ajax                     | "My Heart Wants Me Dead" (Mon cœur me veut morte)     | 880 118  | 68 760   | 948 878 | 1re   | Finaliste       |
| 6 | Boris René                    | "Put Your Love on Me" (Mets ton amour sur moi)        | 598 521  | 57 891   | 656 412 | 3e    | Deuxième Chance |
| 7 | Oscar Zia                     | "Human" (Humain)                                      | 791 989  | 78 463   | 870 452 | 2e    | Finaliste       |

### Quatrième demi-finale
La quatrième et dernière demi-finale s'est déroulée le 27 février à la Gavlerinken Arena à Gävle :
| # | Artiste          | Chanson                                    | Votes    | Votes    | Votes     | Place | Résultats       |
| # | Artiste          | Chanson                                    | Manche 1 | Manche 2 | Total     | Place | Résultats       |
| - | ---------------- | ------------------------------------------ | -------- | -------- | --------- | ----- | --------------- |
| 1 | Eclipse          | "Runaways" (Fugueurs)                      | 462 162  | 54 294   | 516 456   | 5e    | Éliminé         |
| 2 | Dolly Style      | "Rollercoaster" (Montagnes russes)         | 563 559  | 33 537   | 597 096   | 4e    | Deuxième Chance |
| 3 | Martin Stenmarck | "Du tar mig tillbaks" (Tu me fais revenir) | 345 313  | —        | 345 313   | 6e    | Éliminé         |
| 4 | Linda Bengtzing  | "Killer Girl" (Tueuse)                     | 330 615  | —        | 330 615   | 7e    | Éliminée        |
| 5 | Frans            | "If I Were Sorry" (Si j'étais désolé)      | 870 725  | 147 443  | 1 018 168 | 1er   | Finaliste       |
| 6 | Panetoz          | "Håll om mig hårt" (Tiens-moi serré)       | 766 466  | 67 694   | 834 160   | 3e    | Deuxième Chance |
| 7 | Molly Sandén     | "Youniverse" (Ton/Univers) (mot mixé)      | 852 284  | 85 091   | 937 375   | 2e    | Finaliste       |

## Seconde Chance
La Seconde Chance ou Andra Chansen (épreuve de rattrapage) a eu lieu à la Halmstad Arena à Halmstad le 5 mars.

### Duels
|  | Duels                            | Duels                            |        |  | Qualifié                   | Qualifié |  |
|  |                                  |                                  |        |  |                            |          |  |
|  |                                  |                                  |        |  |                            |          |  |
|  | Panetoz "Håll om mig hårt"       | 965 823                          |        |  |                            |          |  |
|  | Molly Pettersson Hammar "Hunger" | 503 953                          |        |  |                            |          |  |
|  |                                  |                                  |        |  |                            |          |  |
|  |                                  |                                  |        |  |                            |          |  |
|  |                                  |                                  |        |  | Panetoz "Håll om mig hårt" | Finale   |  |
|  |                                  | Boris René "Put Your Love on Me" | Finale |  |                            |          |  |
|  |                                  |                                  |        |  |                            |          |  |
|  |                                  |                                  |        |  |                            |          |  |
|  |                                  |                                  |        |  |                            |          |  |
|  |                                  |                                  |        |  |                            |          |  |
|  | Albin & Mattias "Rik"            | 735 852                          |        |  |                            |          |  |
|  | Boris René "Put Your Love on Me" | 836 686                          |        |  |                            |          |  |
|  |                                  |                                  |        |  |                            |          |  |
|  |                                  |                                  |        |  |                            |          |  |
|  | Isa "I Will Wait"                | 763 862                          |        |  |                            |          |  |
|  | 'SaRaha "Kizunguzungu"           | 775 093                          |        |  |                            |          |  |
|  |                                  |                                  |        |  |                            |          |  |
|  |                                  |                                  |        |  |                            |          |  |
|  |                                  |                                  |        |  | 'SaRaha "Kizunguzungu"     | Finale   |  |
|  |                                  | Samir och Viktor "Bada nakna"    | Finale |  |                            |          |  |
|  |                                  |                                  |        |  |                            |          |  |
|  |                                  |                                  |        |  |                            |          |  |
|  |                                  |                                  |        |  |                            |          |  |
|  |                                  |                                  |        |  |                            |          |  |
|  | Dolly Style "Rollercoaster"      | 571 216                          |        |  |                            |          |  |
|  | Samir och Viktor "Bada nakna"    | 907 432                          |        |  |                            |          |  |

## Finale
La finale de l'édition 2016 du Melodifestivalen a lieu au Friends Arena dans la ville de Solna dans le comté de Stockholm. Les douze artistes présents dans cette finale sont les huit artistes qui ont terminé premiers et deuxièmes de leur demi-finale et les quatre ayant été qualifiés lors de la Seconde Chance.
Pour désigner le vainqueur de la finale et du concours, le système mis en place est celui du 50/50 avec 50 % des votes du jury (international) et 50 % des votes des téléspectateurs suédois.
| N° | Artiste         | Chanson                  | Paroles et Musique                                                                            |
| -- | --------------- | ------------------------ | --------------------------------------------------------------------------------------------- |
| 1  | Panetoz         | "Håll om mig hårt"       | Jimmy Jansson, Karl-Ola Kjellholm, Jakke Erixson, Pa Modou Badjie, Njol Badjie, Nebeyu Baheru |
| 2  | Lisa Ajax       | "My Heart Wants Me Dead" | Linnea Deb, Joy Deb, Anton Hård af Segerstad, Nikki Flores, Sara Forsberg                     |
| 3  | David Lindgren  | "We Are Your Tomorrow"   | Anderz Wrethov, Sharon Vaughn, Gustav Efraimsson                                              |
| 4  | SaRaha          | "Kizunguzungu"           | Anderz Wrethov, SaRaha, Arash                                                                 |
| 5  | Oscar Zia       | "Human"                  | Oscar Zia, Victor Thell, Maria Smith                                                          |
| 6  | Ace Wilder      | "Don't Worry"            | Joy Deb, Linnea Deb, Anton Hård af Segerstad, Ace Wilder                                      |
| 7  | Robin Bengtsson | "Constellation Prize"    | Bobby Ljunggren, Henrik Wikström, Mark Hole, Martin Eriksson                                  |
| 8  | Molly Sandén    | "Youniverse"             | Molly Sandén, Danny Saucedo, John Alexis                                                      |
| 9  | Boris René      | "Put Your Love On Me"    | Boris René, Tobias Lundgren, Tim Larsson                                                      |
| 10 | Frans           | "If I Were Sorry"        | Oscar Fogelström, Michael Saxell, Fredrik Andersson, Frans Jeppsson Wall                      |
| 11 | Wiktoria        | "Save Me"                | Jens Siverstedt, Jonas Wallin, Lauren Dyson                                                   |
| 12 | Samir & Viktor  | "Bada nakna"             | Fredrik Kempe, David Kreuger, Anderz Wrethov                                                  |

### Points et classement
| No | Chanson                  | Drapeau de la Bosnie-Herzégovine | Drapeau de Chypre | Drapeau de la Biélorussie | Drapeau des Pays-Bas | Drapeau de l'Estonie | Drapeau d’Israël | Drapeau de l'Italie | Drapeau de la Slovénie | Drapeau de la France | Drapeau de la Norvège | Drapeau de l'Australie | Points des jurys | Téléphone et SMS | Téléphone et SMS | Téléphone et SMS | Total | Place |
| No | Chanson                  | Drapeau de la Bosnie-Herzégovine | Drapeau de Chypre | Drapeau de la Biélorussie | Drapeau des Pays-Bas | Drapeau de l'Estonie | Drapeau d’Israël | Drapeau de l'Italie | Drapeau de la Slovénie | Drapeau de la France | Drapeau de la Norvège | Drapeau de l'Australie | Points des jurys | Nombre           | Pourcentage      | Points           | Total | Place |
| -- | ------------------------ | -------------------------------- | ----------------- | ------------------------- | -------------------- | -------------------- | ---------------- | ------------------- | ---------------------- | -------------------- | --------------------- | ---------------------- | ---------------- | ---------------- | ---------------- | ---------------- | ----- | ----- |
| 1  | "Håll Om Mig Hårt"       | –                                | 6                 | –                         | –                    | –                    | –                | –                   | 2                      | 4                    | 2                     | –                      | 14               | 1 033 326        | 8,2 %            | 39               | 53    | 8     |
| 2  | "My Heart Wants Me Dead" | –                                | –                 | 6                         | –                    | 2                    | –                | 6                   | 1                      | 6                    | –                     | 2                      | 23               | 876 209          | 7,0 %            | 33               | 56    | 7     |
| 3  | "We Are Your Tomorrow"   | 1                                | –                 | 4                         | –                    | –                    | 2                | –                   | 4                      | –                    | –                     | –                      | 11               | 739 125          | 5,9 %            | 28               | 39    | 11    |
| 4  | "Kizunguzungu"           | –                                | –                 | –                         | –                    | 4                    | 6                | –                   | –                      | –                    | –                     | 1                      | 11               | 971 097          | 7,6 %            | 36               | 47    | 9     |
| 5  | "Human"                  | 10                               | 10                | 12                        | 1                    | 6                    | 10               | 8                   | 10                     | 2                    | 10                    | 10                     | 89               | 1 150 943        | 9,1 %            | 43               | 132   | 2     |
| 6  | "Don't Worry"            | 8                                | 2                 | 8                         | 12                   | 8                    | 4                | 12                  | 12                     | 1                    | 4                     | 12                     | 83               | 933 756          | 7,4 %            | 35               | 118   | 3     |
| 7  | "Constellation Prize"    | 4                                | 8                 | –                         | 8                    | 1                    | –                | 4                   | –                      | 10                   | 1                     | 4                      | 40               | 1 142 783        | 9,1 %            | 43               | 83    | 5     |
| 8  | "Youniverse"             | 6                                | 4                 | 2                         | 2                    | 10                   | –                | 1                   | –                      | –                    | 8                     | 6                      | 39               | 988 640          | 7,8 %            | 37               | 76    | 6     |
| 9  | "Put Your Love On Me"    | –                                | –                 | 1                         | 4                    | –                    | 1                | –                   | –                      | –                    | –                     | –                      | 6                | 931 166          | 7,4 %            | 35               | 41    | 10    |
| 10 | "If I Were Sorry"        | 12                               | 12                | –                         | 10                   | 12                   | 8                | 10                  | 6                      | 12                   | 6                     | –                      | 88               | 1 815 697        | 14,4 %           | 68               | 156   | 1     |
| 11 | "Save Me"                | 2                                | 1                 | 10                        | 6                    | –                    | 12               | 2                   | 8                      | 8                    | 12                    | 8                      | 69               | 1 206 130        | 9,5 %            | 45               | 114   | 4     |
| 12 | "Bada Nakna"             | –                                | –                 | –                         | –                    | –                    | –                | –                   | –                      | –                    | –                     | –                      | 0                | 845 605          | 6,6 %            | 31               | 31    | 12    |

#### Jury
Les membres du jury 2016 sont :
- Australie : Stephanie Werrett
- Biélorussie : Olga Salamakha
- Bosnie-Herzégovine : Dejan Kukrić
- Chypre : Klitos Klitou
- Estonie : Mart Normet
- France : Bruno Berberes
- Israël : Tali Eshkoli
- Italie : Nicola Caligiore
- Norvège : Stig Karlsen
- Pays-Bas : Daniel Dekker
- Slovénie : Maja Keuc

## À l'Eurovision
En tant que pays hôte à la suite de la victoire de Måns Zelmerlöw à l'Eurovision 2015, la Suède est qualifiée d'office pour la finale du Concours 2016 qui s'est déroulée le 14 mai 2016. Frans est arrivé en 5e position du Concours avec 261 points.